# ウェヌス・アナデュオメネ
ウェヌス・アナデュオメネ（Venus Anadyomene, 海より出づるウェヌス）はアプロディテまたはウェヌスの図像表象の一つで、アペレスの非常に賞賛された絵によって有名になった。その絵は現在は失われているが、アペレスがアレクサンドロス3世（大王）の情婦カンパスペをモデルとして雇ったという逸話とともにプリニウスの博物誌に記述されている。アテナイオスによると、海より出づるアプロディテの着想は高級娼婦フリュネに触発された。彼女はエレウシスの祭りとポセイドンの祭りの期間、しばしば裸で海を泳いだのであった。

## 古代

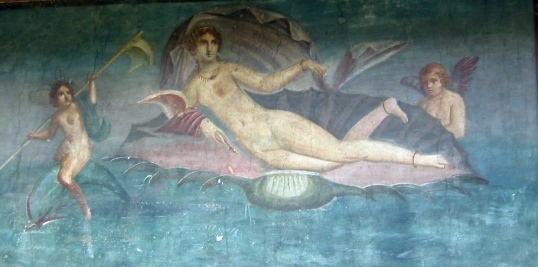
ポンペイのウェヌス・アナデュオメネの壁画

このイメージは海から現れる愛の女神アプロディテの誕生を描いている。ギリシア神話の伝えるところでは、アプロディテは完全な大人として、彼女の処女性を絶え間なく更新する海から生まれた。女神が彼女のぬれた髪を絞るモティーフはたびたび繰り返された。この主題は古代において幾度も再現され、アクィタニアのガロ・ローマ都市で発見された（ルーヴル美術館に展示されている）4世紀の彫像表現は、後期古代におけるモティーフの継続的な成長力を証明している。
アペレスの絵画はローマまで運ばれたが、プリニウスの時代にはひどく損傷した状態だった。彼はアペレスの最上の絵画を挙げながら、このように記述している。「アウグストゥス帝によって彼の父カエサルの神殿に捧げられた海から現れるウェヌスは、アナデュオメネと呼ばれ、他の作品のようにギリシア語の詩で賞賛された。それは時によって征服されたが、名声においてかすむことはなかった」。

## ルネサンスとルネサンス以後

『ヴィーナスの誕生』, サンドロ・ボッティチェッリ, 1485年頃（ウフィツィ美術館）

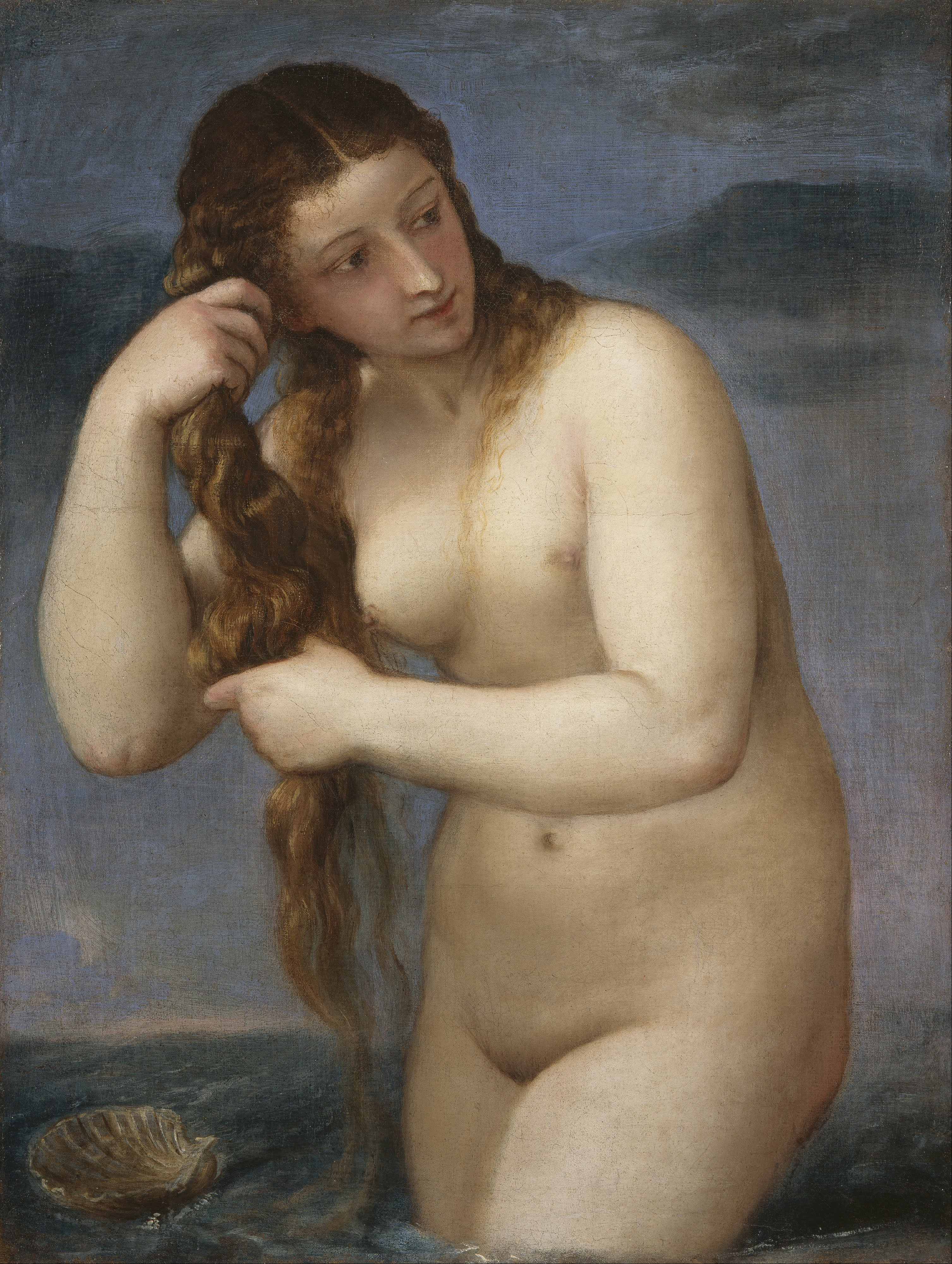
『ウェヌス・アナデュオメネ』, ティツィアーノ, 1525年頃（スコットランド国立美術館）

アペレスと競い、もし可能ならば彼を超えるためにプリニウスを読んでいたルネサンスの画家たちの願いを通して、ウェヌス・アナデュオメネは15世紀に再び取り上げられた。ボッティチェッリの有名な『ヴィーナスの誕生』（ウフィツィ美術館、フィレンツェ）の他にも、初期のウェヌス・アナデュオメネとしてアントニオ・ロンバルドの浅浮き彫りがある（ヴィクトリア&アルバート博物館、ロンドン）。ティツィアーノの『ウェヌス・アナデュオメネ』（1525年頃）はかつてサザーランド公による長期貸与品だったが、エディンバラのスコットランド国立美術館の2003年を記念する購入品となった。
ウェヌス・アナデュオメネは噴水に自然な主題を提供した。ワシントンD.C.のナショナル・ギャラリーはウェヌスの髪から水が滴るように鉛管を通された等身大のブロンズ像を所有している。この彫像は16世紀後半のジャンボローニャの弟子によって手本にされた。この主題のロココ彫刻は控えめにヒップを覆われたが、より大胆なヌードが男性である19世紀のパトロンたちの心に訴えた。テオドール・シャセリオーは1835年にこの主題で『ウェヌス・アナデュオメネ』（ルーヴル美術館、パリ）を制作し、長い年月を経て1848年に完成されたドミニク・アングルの『ウェヌス・アナデュオメネ』（コンデ美術館、シャンティイ）は画家の最も著名な作品の一つである。

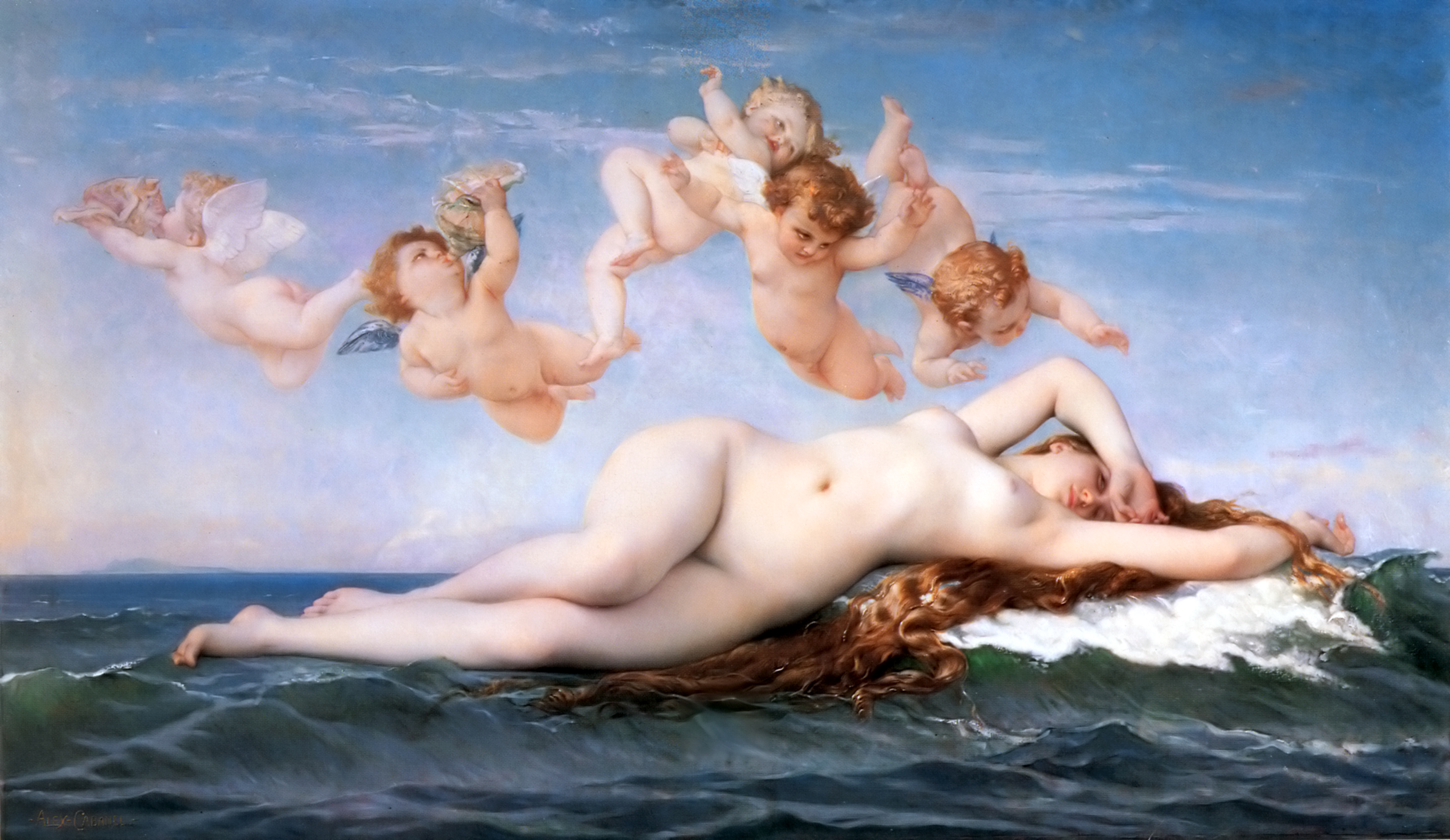
『ヴィーナスの誕生』, アレクサンドル・カバネル, 1863年（オルセー美術館, パリ）

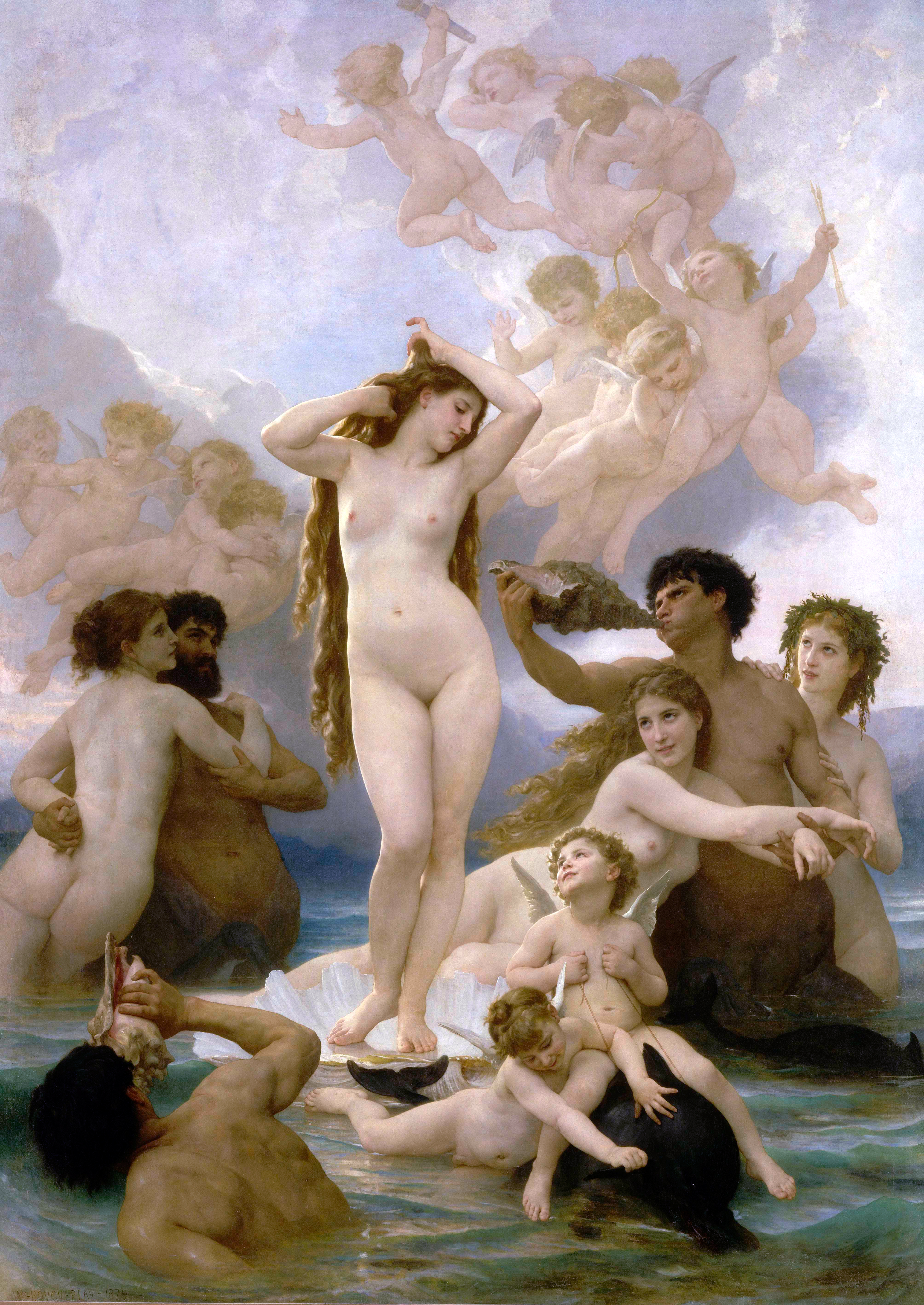
『ヴィーナスの誕生』, ウィリアム・アドルフ・ブグロー, 1879年（オルセー美術館, パリ）

アレクサンドル・カバネルの『ヴィーナスの誕生』は1863年にサロン・ド・パリに展示され、ナポレオン3世に彼の個人的なコレクションとして購入された。アメリカの美術史家ロバート・ローゼンブラムはこの作品について次のように解説している。「このヴィーナスはどこか古代の女神と現代の夢との間をただよっている」、「そして彼女の視線のあいまいさ、それは閉じたように見えるが、近くから見ると、彼女が目覚めていることを理解させる」、「眠っているようでもあり、目覚めているようでもあるヌードは男性の鑑賞者にとって特におそろしい」。
ウィリアム・アドルフ・ブグローによる1879年の同じ題名の絵画は、ボッティチェッリの作品を再現しているが、19世紀後半のアカデミズムの画家たちにおけるこのテーマの継続的な人気のもう一つの証拠である。
その神話的な文脈によって正当化されたエロティシズムの基調とともに非常に伝統化されたテーマは、近代主義者の再構築を受けるようになった。パブロ・ピカソはキュビスムの揺籃期の作品の一つで、彼の画期的な絵画『アヴィニョンの娘たち』（1907年）の中央の人物においてウェヌス・アナデュオメネのイメージを再構成した。